# Sotto il segno dei pesci
| Recensione | Giudizio                |
| ---------- | ----------------------- |
| Ondarock   | Pietra miliare italiana |

Sotto il segno dei pesci è il sesto album di Antonello Venditti, il primo realizzato dall'etichetta discografica Philips dopo l'abbandono del cantante della RCA Italiana.

## Il disco
Tutti i testi e le musiche sono di Antonello Venditti, che ha anche curato gli arrangiamenti delle canzoni (tranne Francesco, arrangiata da Nicola Samale e Giuseppe Mazzucca, già collaboratori in Lilly e Ullàlla, che dirigono l'orchestra); le edizioni musicali sono le Intersong Italiana.

L'album viene registrato a Roma nei Trafalgar Recording Studios e a Londra ai Marquee Studios; il tecnico del suono è Gaetano Ria, che si occupa anche del missaggio insieme a Tim Painter.

Tra i musicisti sono da ricordare i componenti del gruppo degli Stradaperta, già collaboratori di Venditti in Lilly; anche Carlo Siliotto e Pablo Romero avevano già suonato con il cantautore (entrambi nell'album Quando verrà Natale), ed inoltre suona nell'album il tastierista dei Goblin, Claudio Simonetti.

Durante le session dell'album venne registrata anche un'altra canzone, Italia, che però non venne inserita nel disco (solo nel 1982 sarà pubblicata in Sotto la pioggia).
La copertina dell'album, opera di Mario Convertino, è bianca, con disegnati due pesci, uno blu ed uno arancione, in riferimento al segno astrologico di nascita di Venditti; nella prima edizione vi erano inoltre segnati in rilievo tutti e dodici i segni dello zodiaco.

L'album venne pubblicato l'otto marzo, giorno del suo compleanno e diventò suo malgrado la colonna sonora di un periodo cupo per la storia italiana. Dopo solo una settimana vi sarà il Sequestro Moro.
Dopo la parziale delusione di vendite del disco precedente, Venditti torna al primo posto dell'hit parade con quest'album e con il primo 45 giri da esso tratto, Sotto il segno dei pesci/Sara, ripetendo l'exploit di tre anni prima con Lilly; dopo qualche mese viene pubblicato anche un secondo singolo, Bomba o non bomba/Giulia, che però non entra in classifica.
L'album è presente alla posizione numero 100 nella classifica dei 100 dischi italiani più belli secondo Rolling Stone Italia.

## Tracce
Testi e musiche di Antonello Venditti
Lato A
1. Sotto il segno dei pesci - 6:03
2. Francesco - 4:26
3. Bomba o non bomba - 5:08
4. Chen il cinese - 4:09

Lato B
1. Sara - 4:30
2. Il telegiornale - 5:15
3. Giulia - 5:09
4. L'uomo falco - 5:44

40º anniversario - Sotto il segno dei pesci 2018 - Bonus Tracks
1. Sfiga - 4:59
2. Sara (versione francese) - 4:24
3. Sotto il segno dei pesci (versione francese) -  6:02
4. Bomba o non bomba (live 1980) - 6:45
5. Sara (live 1980) - 4:47
6. Giulia (live 1980) - 4:57
7. Chen il cinese (live 1980) - 4:19
8. Sotto il segno dei pesci (live 1980) - 7:01

## Formazione
- Antonello Venditti – voce e pianoforte
- Andrea Carpi – chitarra classica ed acustica e mellotron
- Pablo Romero – tiple, quena e chitarra classica
- Marcello Vento – batteria e percussioni
- Carlo Siliotto – violino

Gli Stradaperta:
- Renato Bartolini – chitarra acustica ed classica, chitarra a 12 corde, mandolino,
- Rodolfo Lamorgese – chitarra a 12 corde, percussioni, armonica
- Claudio Prosperini – chitarra elettrica
- Marco Vannozzi – basso e contrabbasso
- Marco Valentini – sassofono tenore e soprano

## Classifiche

### Classifiche settimanali
| Classifica (1978) | Posizione massima |
| ----------------- | ----------------- |
| Italia            | 1                 |

### Classifiche di fine anno
| Classifica (1978) | Posizione |
| ----------------- | --------- |
| Italia            | 3         |